# 查克喬區
9°03′36″S 77°03′32″W / 9.060109°S 77.058789°W
查克喬區（西班牙語：Distrito de Chaccho），是秘魯的一個區，位於該國北部安卡什大區的安東尼奧雷蒙迪省，始建於1964年10月26日，面積73.99平方公里，海拔高度3,329米，2005年人口2,137，人口密度為每平方公里29人。